# Nico Meylemans
Nico Meylemans (Lier, 1970) is een Belgisch dirigent, trompettist en bugelist.

## Levensloop
Meylemans kreeg als klein jongetje muzieklessen en speelde bugel. Hij kreeg ook trompetles van Walter De Meester, solobas van het Groot Harmonieorkest van de Belgische Gidsen, aan de Muziekacademie in Heist-op-den-Berg. Later studeerde hij aan het Koninklijk Conservatorium te Gent en aan het Koninklijk Conservatorium te Brussel. Zijn leraren waren onder andere Guido Segers, Benny Wiame, Jan Segers en Norbert Nozy. Hij volgde masterclasses bij Peter Parks, Jan Cober en David King.
Als trompettist deed hij orkestervaring op bij het Orkest van de Koninklijke Muntschouwburg, het Rotterdams Philharmonisch Orkest, I Fiamminghi, De Beethovenacademie, Limburgs Symfonieorkest, Gabrieli Ensemble en Die Junge Philharmonie te Keulen. Hij was rond 15 jaar lid van de Brass Band Midden Brabant en speelde aldaar onder leiding van Jan Van der Roost, Benny Wiame en Jean-Pierre Leveugle.
In 1995 werd hij dirigent van de Koninklijke Fanfare "Moed en Volharding", Heist-op-den Berg en werd met dit orkest in 1999 onder andere Nationaal kampioen. Eveneens in 1995 werd hij dirigent van het Nederlandse Fanfarekorps "De Volharding", Putte ( N.Br.). Sinds 2001 is hij ook dirigent bij de Koninklijke Fanfare St. Cecilia, Keerbergen. In 2002 werd hij - naast Ivan Meylemans - tweede dirigent van het Vlaams Fanfare Orkest, Herentals. Bij dit orkest speelt hij ook bugel. Sinds 2004 is hij dirigent van de Koninklijke Fanfare Sint-Isidorus, Olen.